# Bilstein (Kaufunger Wald)

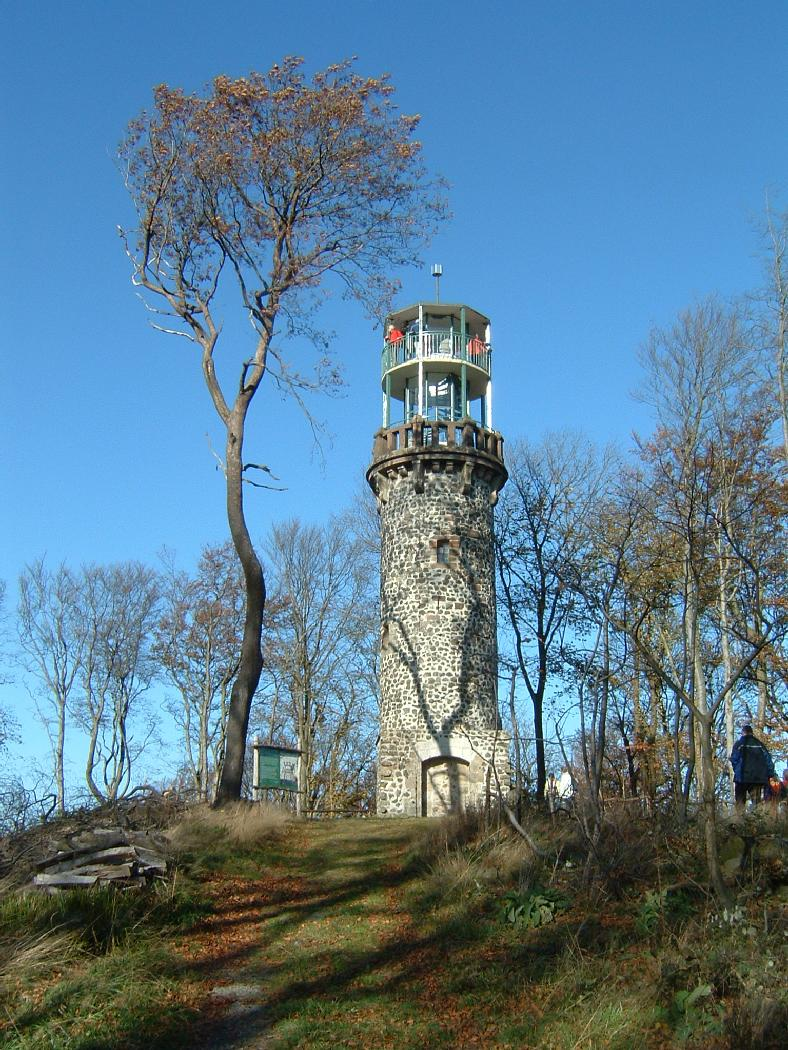
Aussichtsturm Bilsteinturm auf dem Bilstein (2005)

Der Bilstein (auch Bielstein genannt) ist mit 641,2 m ü. NHN nach dem Hirschberg (643,4 m) der zweithöchste Berg im Kaufunger Wald. Er liegt nahe Großalmerode im gemeindefreien Gebiet Gutsbezirk Kaufunger Wald im hessischen Werra-Meißner-Kreis.
Auf der als Naturdenkmal ausgewiesenen Basaltkuppe des Bilsteins steht der Aussichtsturm Bilsteinturm mit angegliederter, kleiner Gastronomie (Bilsteinhütte). Sie sind beliebtes Ausflugs- bzw. Wanderziel.

## Name
Der Name Bilstein ist auf das althochdeutsche Wort bilu zurückzuführen, das „aufspringen“ oder „hervorspringen“ bedeutet. Der Literaturhistoriker August Friedrich Christian Vilmar beschreibt den Bilstein in seinem Idiotikon als einen hervorspringenden, steil aufsteigenden Stein. Eine andere Auslegung besagt, dass der Name auf scharf und steil aufragende Felsnasen zurückzuführen ist und die Höhenlage nicht für die Benennung ursächlich ist.

## Geographie

### Lage
Der Bilstein erhebt sich im nordhessischen Geo-Naturpark Frau-Holle-Land (Werratal.Meißner.Kaufunger Wald). Sein Gipfel liegt 5 km südlich von Kleinalmerode, 3,7 km südsüdwestlich von Roßbach, 2,3 km südsüdwestlich von Oberroßbach und 3,2 km westsüdwestlich von Fahrenbach, die sich im westlichen bis südlichen Stadtgebiet von Witzenhausen befinden, sowie 3 km nördlich der Kernstadt von Großalmerode und 5 km nordöstlich von Wickenrode, einem östlichen Ortsteil von Helsa.
Nordwestlicher Nachbarberg des Bilsteins ist der Mühlenstein (607,2 m), mit dem er über einen stellenweise über 600 m hohen Bergkamm verbunden ist. Südsüdwestlicher Nachbar ist der Steinberg (ca. 585 m). Jenseits davon befindet sich die höchste Erhebung des Kaufunger Waldes, der Hirschberg (643,4 m), südöstlich der Langenberg (565 m) und östlich die Große Kappe (572,5 m).

### Naturräumliche Zuordnung
Der Bilstein gehört in der naturräumlichen Haupteinheitengruppe Osthessisches Bergland (Nr. 35) und in der Haupteinheit Fulda-Werra-Bergland (357) zu den Naturräumen Hinterer Kaufunger Wald (357.72) im Norden und Kaufunger Wald-Hochfläche (Vorderer Kaufunger Wald) (357.71) im Süden; die Grenze beider zur Untereinheit Kaufunger Wald und Söhre (357.7) gehörenden Naturräume verläuft über den Gipfel.

## Geologie
Der Bilstein ist ein Basaltdurchbruch im geschlossenen Buntsandsteingebirge des Kaufunger Waldes. Er entstand aufgrund vulkanischer Tätigkeit: aus tiefreichenden Erdspalten stieg Magma auf und blieb unterhalb der Erdoberfläche stecken. Das Magma erstarrte zu Basalt, das anschließend durch Witterungseinflüsse wie Regen, Wind und Frost freigelegt wurde. Der untere Teil der Kuppe besteht aus basaltischem Diluvium und verkürztem Tertiär.

## Geschichte
Der Bilstein lag im unbewohnten Grenzgebiet zwischen den germanischen Stämmen der Hermunduren, Chatten und Cherusker. Karl der Große erklärte den Kaufunger Wald mit dem Bilstein zum Königsforst (Bannforst). Die foresta buchonia wurde 1019 von Kaiser Heinrich II. dem Kloster Kaufungen übereignet.

## Bilsteinturm
Auf dem Gipfel des Bilsteins wurde 1869 ein hölzerner Aussichtsturm und 1890 von der Forstverwaltung eine Schutzhütte errichtet, die später zu einer Wirtschaftshalle erweitert wurde.
Der Turm wurde auf Anregung von Amtsrichter Bernhard Martin durch den Zweigverein Großalmerode des Niederhessischen Touristenvereins von 1890 bis 1891 durch einen massiven Neubau aus Stein ersetzt und am 5. Juli 1891 eingeweiht. Am 6. August 1907 besuchte Kaiserin Auguste Viktoria den Bilsteinturm. 1911 wurde der Bilstein unter Naturschutz gestellt. 1960 wurde der Turm im Stil der 1950er-Jahre mit einem 7 m hohen Stahlaufbau auf 20,65 m Höhe aufgestockt.
Von der Aussichtsplattform des Bilsteinsturms bietet sich ein von wenigen Baumkronen unterbrochenes Rundumpanorama. Bei klarem Wetter sieht man im Nordosten den Brocken im Harz und im Norden Göttingen. Der Blick nach Nordwesten zum Reinhardswald und ins Weserbergland ist teilweise durch Baumkronen versperrt. In westlicher Richtung reicht der Blick bis zum Eggegebirge, zum Desenberg bei Warburg, zum Habichtswälder Bergland mit dem Herkules bei Kassel und sogar bis zum Rothaargebirge. Im Südwesten sieht man den Kellerwald und im Süden den Alheimer bei Rotenburg an der Fulda. Nach Südosten ist der Blick in die Rhön durch Bäume verstellt, wohingegen der nahe Hohe Meißner im Ostsüdosten markant ins Auge fällt.

## Verkehrsanbindung, Wandern und Sport
Zu erreichen ist der Bilstein, auf dessen Gipfelregion keine Straßen führen, auf Waldwegen und -pfaden. Vom Umschwang (446 m), einem Gebirgspass an der Landesstraße 563 (Nieste–Kleinalmerode), verläuft der Frau-Holle-Pfad südostwärts zum Gipfel. In West-Ost-Richtung führt der Herkulesweg über den Berg. Südlich des Bilsteins zweigt zwischen Wickenrode und Großalmerode von der Bundesstraße 451 kurz nach deren höchster Straßenstelle (445,1 m) die schmale „Kohlenstraße“ ab, die vorbei am Gut Giesenhagen in Richtung des Berges verläuft. Vom am Ende der Stichstraße in Wald liegenden Wandererparkplatz Bilstein führt der Rundweg Großalmerode 6 vorbei an den Steinbergseen und über den gipfelnahen Westhang des Steinbergs auf etwa 2,2 km Länge nordnordostwärts zum Gipfel. Dorthin führt ebenfalls vom Wandererparkplatz Bilstein auf ähnlicher Strecke, unter anderem vorbei an der nahe der Steinbergseen liegenden Rote Niestequelle, auch der 10,5 km lange Premiumwanderweg P14 Bilstein. Außerdem verlaufen über den Bilstein der Eder-Gelster-Weg und der bei Oberroßbach am Ende der von Roßbach kommenden Stichstraße beginnende Bilsteinrundweg.
Der Berg ist höchster Punkt des seit 2011 ausgetragenen Bilstein-Marathons.